# Слинько Володимир Олександрович
Володи́мир Олекса́ндрович Слинько́ — підполковник Збройних сил України.
Станом на квітень 2013 року майор Слинько — у складі Миргородської авіаційної бригади тактичної авіації, у складі екіпажу Су-27.

## Нагороди
21 жовтня 2014 року — за особисту мужність і героїзм, виявлені у захисті державного суверенітету та територіальної цілісності України, вірність військовій присязі під час російсько-української війни, відзначений — нагороджений орденом Богдана Хмельницького III ступеня.